# 町田警察署
町田警察署（まちだけいさつしょ）は、警視庁が管轄する警察署の一つである。第九方面本部所属。署員数、約550名。警視庁管内でも有数の大規模警察署であり、署長は警視正。
町田市の大部分を管轄している。管轄区域が神奈川県の横浜市、川崎市、相模原市、大和市と隣接している。JR・小田急町田駅周辺の治安悪化は警視庁管内でも顕著であり、隣接する神奈川県警察としばしば合同の取り締まりが行われている。
識別章所属表示はVG。車両の対空表示は「町」。

## 管轄区域
- 町田市（相原町、小山町、小山ヶ丘一丁目、同二丁目、同三丁目、同四丁目、同五丁目、同六丁目を除く。）

## 所在地
- 東京都町田市旭町三丁目1番3号
  - 最寄駅：JR横浜線・小田急小田原線 町田駅

## 沿革
- 1877年（明治10年）2月 - 神奈川県警察部八王子警察署木曽分署設置[1]。
- 1884年（明治17年）3月 - 神奈川県警察部八王子警察署町田分署設置[1]。
- 1893年（明治26年）4月1日 - 神奈川県南多摩郡、東京府（現・東京都）編入に伴い、警視庁八王子警察署町田分署設置[2]。
- 1926年（大正15年）7月1日 - 町田分署を町田警察署に昇格[2]。
- 1948年（昭和23年）3月7日 - 国家地方警察および自治体警察発足により、町田地区警察署及び町田町警察署に分割[2]。
- 1952年（昭和27年）4月1日 - 町田町警察署が町田地区警察署に統合[2]。
- 1954年（昭和29年）7月1日 - 警察法施行により、町田地区警察署が「警視庁町田警察署」に改称[2]。
- 1958年（昭和33年）6月15日 - 旧庁舎竣工[2]。
- 1992年（平成4年）8月13日 - 現庁舎竣工に伴い、中町から旭町に移転[2]。運転免許更新事務所を開設[3]。
- 2004年（平成16年）2月27日 - 別館が完成[2]。
- 2007年（平成19年）7月19日 - 忠生地区交番を開設。
- 2009年（平成21年）4月20日 - 町田市北西部（相原・小山地区）を南大沢警察署へ移管。
- 2022年（令和4年）3月1日 - 南町田グランベリーパーク駅前交番新設。

## 組織
- 警務課
- 会計課
- 交通課
- 警備課
- 地域課
- 刑事課
- 生活安全課
- 組織犯罪対策課

## 地区交番
- 忠生地区交番（町田市忠生一丁目11番地1） - 面積・人員共に日本最大の交番。かつては平日に「車庫証明」及び「免許証記載事項の変更」の窓口業務を実施していた。地区交番は警視庁管内において、本所のみである（平成20年までは他に浅草警察署山谷地区交番があったが現在は「日本堤交番」として一般の交番に縮小されている）。

## 交番
- 南町田グランベリーパーク駅前交番（町田市鶴間一丁目17番4号）
- 鶴間交番（町田市南町田二丁目2番1号）
- つくし野駅前交番（町田市つくし野一丁目29番地1）
- 成瀬駅前交番（町田市南成瀬一丁目2番地3）
- 金森交番（町田市金森東一丁目1番3号）
- 原町田交番（町田市原町田六丁目1番11号）
- 町田駅前交番（町田市原町田六丁目12番19号）
- 中町交番（町田市中町一丁目20番28号、旧：市役所前交番）
- 木曽交番（町田市木曽東三丁目11番1号）
- 本町田交番（町田市本町田821番地1）
- 山崎交番（町田市山崎町2130番地）
- 藤の台団地交番（町田市金井ヶ丘一丁目22番10号）
- 鶴川駅前交番（町田市能ヶ谷一丁目6番11号）
- 鶴川交番（町田市鶴川六丁目7番地2）

## 駐在所
- 高ヶ坂駐在所（町田市高ヶ坂六丁目1番22号）
- 南大谷駐在所（町田市南大谷四丁目40番1号）
- 成瀬駐在所（町田市成瀬四丁目2番40号）
- 成瀬台駐在所（町田市成瀬台三丁目9番1号）
- 玉林台駐在所（町田市玉川学園四丁目15番14号）
- 玉川学園駐在所（町田市玉川学園六丁目1番110号、旧：玉川学園駅前駐在所、2009年10月19日に移転改称）
- 三輪駐在所（町田市三輪緑山二丁目1番地12）
- 大蔵駐在所（町田市大蔵町223番地3）
- 真光寺駐在所（町田市真光寺二丁目14番2）
- 小野路駐在所（町田市小野路町1576番地3）
- 野津田駐在所（町田市野津田町922番地）
- 図師駐在所（町田市図師町1591番地2）
- 忠生駐在所（町田市忠生四丁目24番地2）
- 常盤駐在所（町田市常盤町3485番地1）
- 小山田駐在所（町田市小山田桜台一丁目1番地）

## 広報活動

### マスコットキャラクター
- みうらじゅんにより、交通安全キャラクター「交通安全女子高生 マチるダ」が考案され、2010年4月27日に発表された。町田市内に町田リス園やダリア園があることから、リス風の顔にダリアの髪飾りを付けている[4][5]。

## 所属車両
町田警察署の所属車両は、42台（2022年現在）である。
- 無線警ら車１型　- 3台
- 無線警ら車２型　- 1台
- 無線警ら車4WD　- 5台
- 無線警ら車　- 2台
- 小型警ら車　- 9台
- 小型警ら車4WD　- 9台
- 交通事故処理車 一般道路用　- 3台
- 交通事故処理車 簡易システム搭載　- 1台
- 誘導標識車　- 1台
- 交通ミニパト　- 3台
- 白バイ　- 4台
- 島部駐在所用活動車　- 1台

## 警察署・交番への襲撃事件
- 1951年7月20日 - 署員が原町田駅（現町田駅）前で反米ビラを貼っていた疑いで男を逮捕したところ、署の前に旧在日本朝鮮人連盟のメンバーが集結。幹部らが署長に対して釈放を要求する中、約150人のメンバーが署内になだれ込みんだ。この際、警察官7人が負傷した[6]。
- 1967年10月5日 - 木曽派出所に男が訪れ警察官を刺殺、短銃が奪われるも、直後に逮捕された[7]。
- 1967年10月15日 - 森野派出所に包丁を持った男が訪れ警察官を襲撃、拳銃を奪おうとするも取り押さえられる[8]。

## 出来事
- 2002年9月に就任した副署長は「全国初の女性副署長」であった（この副署長は、2004年には蔵前警察署長となった）。
- 2020年5月14日、警視庁は、渋谷警察署に留置中の20代の男が新型コロナウイルスに感染したことを発表した。同署の留置人の感染判明は2人目。同庁は、玉川警察署刑事組織犯罪対策課の36歳の男性警部補と町田警察署地域課の24歳の男性巡査も感染したことを明らかにした[9]。

## 管轄内の主要事件
- 強盗犯立てこもり事件（1992年7月8日） - 神奈川県警が大和市で検挙しようとした強盗犯が逃走し、町田市つくし野の民家に立てこもった事件。
- 町田市デザイン会社社長殺害事件（1998年9月2日） - 本町田の団地敷地内でデザイン会社の社長がボーガンで首を撃たれて殺害された未解決事件。[10]
- 暴力団組員立てこもり事件（2007年4月8日） - 相模原市で射殺事件を起こした暴力団組員が、町田市金森の都営アパートの自室に立てこもった事件。
- 暴力団幹部射殺事件（2023年5月26日） - JR町田駅に隣接する複合施設にある喫茶店内で、暴力団幹部が元暴力団組員に拳銃で射殺された事件。[11]